# SummerSlam (2014)
SummerSlam 2014- gala PPV zorganizowana przez World Wrestling Entertainment, która odbyła się 17 sierpnia 2014 roku w Staples Center w Los Angeles. Była to dwudziesta siódma gala WWE SummerSlam w historii. Liczba widzów wynosiła 14 079.
W walce wieczoru Brock Lesnar (z Paulem Heymanem) pokonał Johna Cenę odbierając mu pas WWE World Heavyweight Championship. Podczas walki Lesnar wykonując na Cenie 16 razy German Suplex i 2 razy F-5.

## Wyniki
| Lp.                                 | Walka                                                                     | Stypulacja                                                     | Czas  |
| ----------------------------------- | ------------------------------------------------------------------------- | -------------------------------------------------------------- | ----- |
| 1                                   | Rob Van Dam pokonał Cesaro                                                | Singles match                                                  | 8:06  |
| 2                                   | Dolph Ziggler pokonał The Miza (c)                                        | Singles match o pas WWE Intercontinental Championship          | 7:57  |
| 3                                   | Paige pokonała AJ Lee (c)                                                 | Singles match o pas WWE Divas Championship                     | 4:55  |
| 4                                   | Rusev (z Laną) pokonał Jacka Swaggera (z Zebem Colterem) poprzez knockout | Flag match                                                     | 9:01  |
| 5                                   | Seth Rollins pokonał Deana Ambrose'a                                      | Lumberjack match                                               | 22:05 |
| 6                                   | Bray Wyatt pokonał Chrisa Jericho                                         | Singles match; Wyatt bez pomocy Ericka Rowana i Luke’a Harpera | 16:08 |
| 7                                   | Stephanie McMahon pokonała Brie Bellę                                     | Singles match                                                  | 11:06 |
| 8                                   | Roman Reigns pokonał Randy’ego Ortona                                     | Singles match                                                  | 16:17 |
| 9                                   | Brock Lesnar (z Paulem Heymanem) pokonał Johna Cenę (c)                   | Singles match o pas WWE World Heavyweight Championship         | 16:06 |
| (c) – mistrz/mistrzowie przed walką |                                                                           |                                                                |       |